# Laevipilina cachuchensis
Laevipilina cachuchensis är en blötdjursart som beskrevs av Urgorri, García-Alvarez och José L. Luque 2005. Laevipilina cachuchensis ingår i släktet Laevipilina och familjen Laevipilinidae. Inga underarter finns listade i Catalogue of Life.